# Pararguda rufescens
Pararguda rufescens là một loài bướm đêm thuộc họ Lasiocampidae. Nó được tìm thấy ở Úc, bao gồm New South Wales, Queensland, Nam Úc, Tasmania, Victoria và Tây Úc.
Sải cánh dài khoảng 40 mm đối với con đực và 50 mm đối với con cái.
Ấu trùng ăn Eucalyptus cneorifolia.

## Hình ảnh

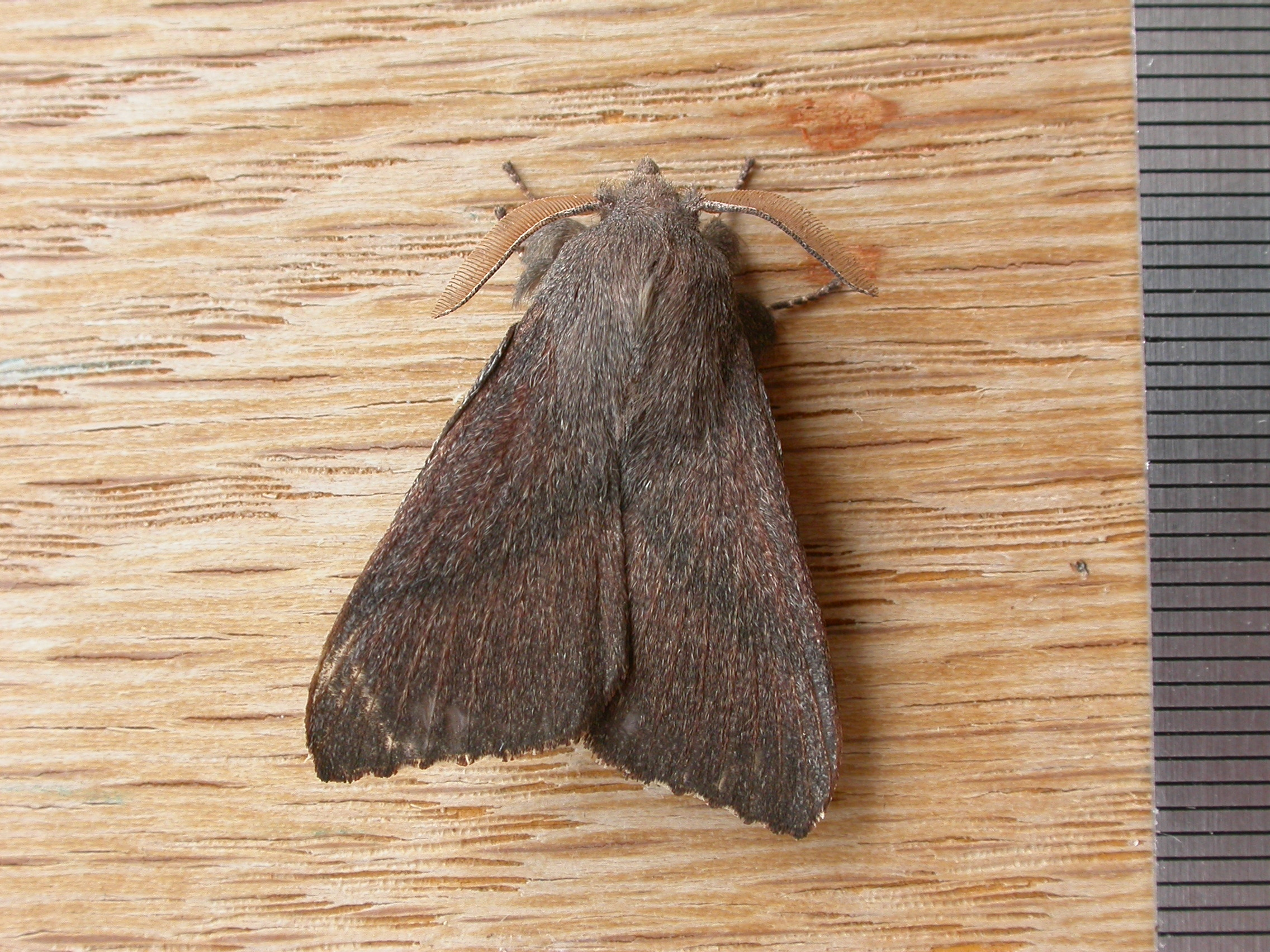
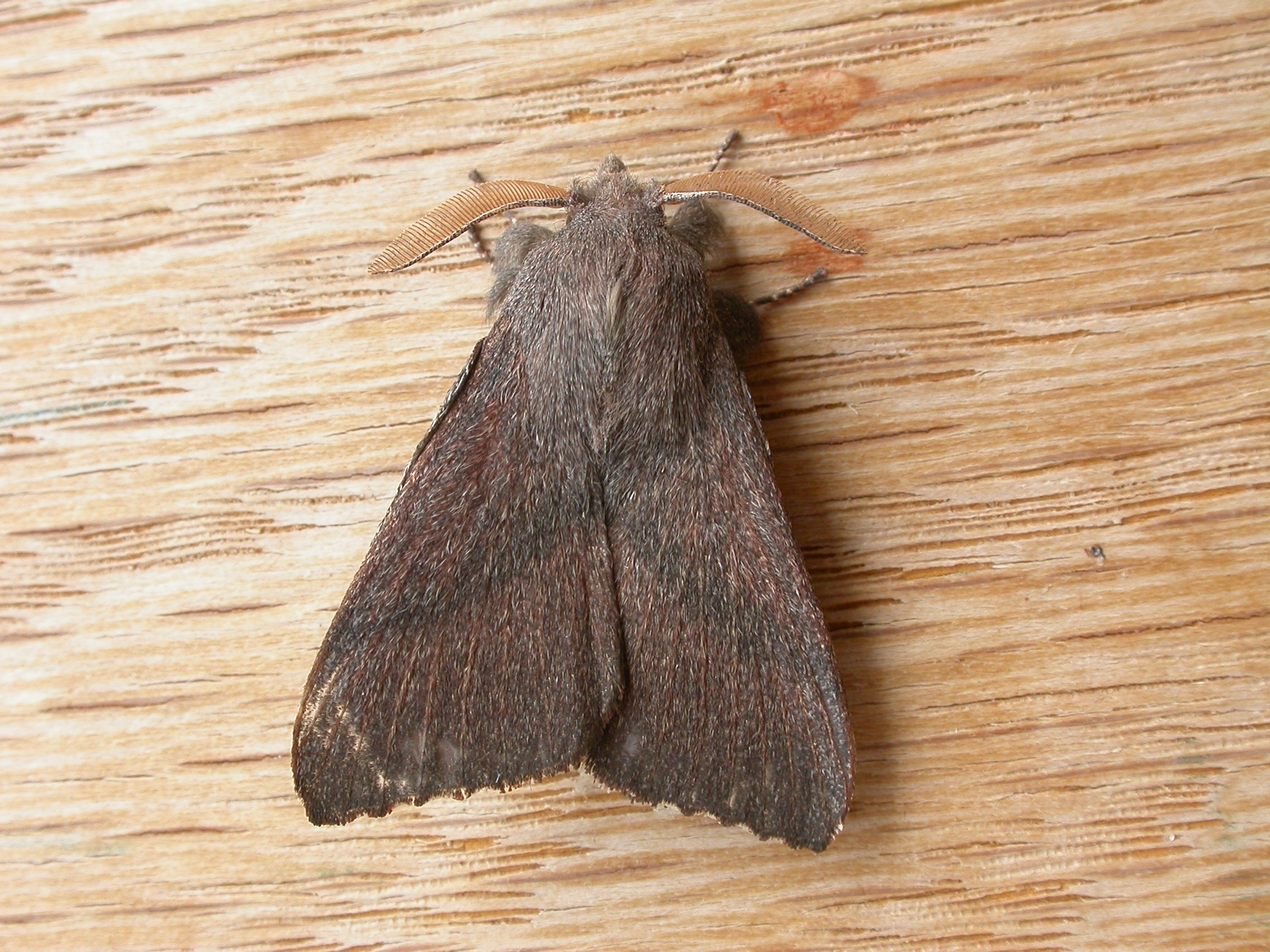